# Diego Prado y Colón de Carvajal
Diego Prado y Colón de Carvajal (Quito, Ecuador, 1930 - Madrid, 29 de abril de 1995) fue un empresario español, descendiente directo de Cristóbal Colón.

## Trayectoria
Hijo del diplomático chileno Julio José de Prado y Valdés y de María del Pilar Colón de Carvajal y Hurtado de Mendoza, fue hermano del también empresario Manuel Prado y Colón de Carvajal y tío del historiador Fernando de Prado.
Instalado con su familia en Madrid, estudió en el Colegio del Pilar y posteriormente se licenció en Derecho por la Universidad de Granada. Casado con Ángela Pérez Seoane y Fernández Villaverde y padre de seis hijos, entre ellos el también empresario Diego Prado Pérez Seoane.
Especializado en el emprendimiento en materia de comercio exterior que desarrolló en Perú, y navieras, fundando la empresa Ibernave, que le llevó a viajar por toda Latinoamérica.
En 1977 fue designado presidente del consejo de administración Banco de Descuento. La quiebra de esta entidad en 1981 lo llevó ante los tribunales en una vista que se inició trece años después.
El 25 de marzo de 1983 fue secuestrado por la banda terrorista ETA, permaneciendo 72 días en cautiverio, hasta la liberación tras el pago de su rescate el 6 de junio. En 1999 fue condenado a 25 años de cárcel Iñaki Arcama Mendia Makario.
Falleció en Madrid un mes después del inicio del juicio contra su persona, sin que llegase a recaer sentencia ya que falleció antes a causa de un cáncer el 29 de abril de 1995.